# Fazenda Ribeirão Frio
A Fazenda Ribeirão Frio é uma propriedade rural histórica construída no século XIX que está localizada no município de Barra do Piraí, próximo ao distrito de Dorândia.
Está tombado pelo Instituto Estadual do Patrimônio Cultural - INEPAC desde 2008.

## Histórico
Os registros da sua fundação datam do início do século XIX quando pertencia à D. Izabel Jacyntha de Souza, a fazenda só ganha notoriedade na metade do século com a introdução do plantio de café realizado por Joaquim José Ferraz de Oliveira, o Barão de Guapy. O viajante português Augusto Emilio Zaluar, em suas impressões sobre a fazenda, escreveu que a propriedade se assemelhava à uma pequena cidade.
Em 1890, a fazenda foi penhorada pelo Banco do Brasil para pagamento de dívidas. Em 1892 foi comprada por José Alves de Brito, que a vendeu no ano seguinte para Tertuliano Ramos, que vendeu para Adolpho de Carvalho Gomes. Atualmente, a Fazenda Ribeirão Frio pertence ao Coronel Bento David Gomes, descendente de Adolpho de Carvalho Gomes.

## Arquitetura
Originalmente, a edificação da casa sede foi feita de pau a pique mas sofreu alterações estruturais ao longo do tempo, apesar disso, não sofreu muitas modificações quanto à sua configuração e distribuição espacial. A casa foi implantada em uma área plana cercada por árvores em seu entorno.
A fachada principal possuía um alpendre que permitia o acesso ao hall de entrada. Em cada extremidade deste alpendre havia uma escada colada à fachada. Atualmente encontramos uma varanda que cobre parcialmente sua extensão e apenas uma escada de acesso lateral. Apresenta planta em “L”, apresenta 2 setores (o de serviços e o social) e uma capela. O telhado possui telhas tipo capa-canal com beiral acachorrado revestido por tabuado de madeira.